# Stephen Calder
Stephen „Steve” Calder (ur. 1 grudnia 1957 w Detroit) – kanadyjski żeglarz sportowy. Brązowy medalista olimpijski z Los Angeles.
Zawody w 1984 były jego jedynymi igrzyskami olimpijskimi. Brązowy medal zdobył, pod nieobecność sportowców z części Bloku Wschodniego, w klasie Soling. Wspólnie z nim załogę łodzi stanowili Hans Fogh i John Kerr.